# Югозапад (САЩ)
Югозападът (на английски: The Southwest) е неформалното име на регион в САЩ. Определенията варират и не са стандартизирани. Например, регионът може да включва участъка източно от Лос Анджелис до Ел Пасо и от мексиканската граница до южно от Денвър. Населението специално на този район е около 11 милиона души, като над половината е в Аризона. Най-големите градски райони са Финикс (4 млн. души) и Лас Вегас (2 млн. души). Други големи населени места в Югозапада са Албъкърки, Ел Пасо, Денвър, Солт Лейк Сити и Тусон.
По-голямата част от територията е принадлежала на Нова Испания, преди да стане част от Мексико. Европейски заселници почти няма отвъд Ню Мексико към 1848 г., когато става част от САЩ по силата на договора от Гуадалупе Идалго. Най-южните части на Аризона са присъединени по-късно чрез Покупката на Гадсден.

## Щати
Традиционно към Югозапада се причисляват следните щати:
- Аризона
- Ню Мексико

Също така, с някои резерви, в състава му могат се включат и:
- Оклахома
- Тексас
- Калифорния
- Невада